# Steffen Baumgart
Steffen Baumgart (Rostock, 5 de janeiro de 1972) é um ex-futebolista e treinador de futebol alemão que atuava como atacante. Atualmente é técnico do Hamburger SV.

## Carreira
Revelado nas categorias de base do Dynamo Rostock-Mitte em 1980, Baumgart iniciou a carreira no PSV Schwerin em 1988, onde jogaria até 1991 (um ano depois da reunificação das Alemanhas ocidental e oriental), e também passou pelo SpVg Aurich, pelo qual atuou durante 3 temporadas.
Sua melhor fase foi no Hansa Rostock, onde chegou em 1994 e disputou 118 jogos em sua primeira passagem, fazendo 26 gols. Defendeu ainda o Wolfsburg em 1998–99 antes de voltar ao Hansa na temporada seguinte, jogando 67 partidas e balançando as redes 6 vezes. Baumgart ainda vestiu as camisas de Union Berlim e Energie Cottbus, as últimas equipes de maior relevância na carreira, encerrada em 2009 após passagens por Magdeburg e Germania Schöneiche, onde também era o auxiliar-técnico. Ele ainda chegou a defender o SV 1919 Woltersdorf (equipe da liga regional de Brandemburgo) antes de sua aposentadoria definitiva como jogador, aos 39 anos.

## Carreira de treinador
Já aposentado como profissional, voltou ao Magdeburg para assumir o comando técnico da equipe, exercendo o cargo durante a temporada 2009–10. Trabalhou ainda como auxiliar no Hansa Rostock, treinou o Köpenick-Oberspree, equipe da Kreisliga (última divisão do futebol da Alemanha) e o Berliner AK 07 (Regionalliga Nordost, a quarta divisão nacional) até 2016.
Voltou à ativa em 2017, quando foi anunciada sua contratação pelo Paderborn, substituindo o ex-meia Stefan Effenberg. Embora não tivesse evitado o rebaixamento à Regionalliga, seu contrato foi renovado até 2018. Ajudou o clube a subir novamente à Bundesliga com 2 acessos consecutivos entre 2018 e 2019, e seu desempenho fez com que fosse agraciado com a ampliação de seu vínculo com o Paderborn até 2021.
Na segunda rodada da Bundesliga de 2019–20, Baumgart tornou-se o primeiro treinador a levar um cartão amarelo na competição.
Em 11 de maio de 2021, Baumgart foi anunciado como técnico do Köln., clube de onde saíu em 2024
No dia 20 de fevereiro de 2024, Steffen foi anunciado como novo treinador do Hamburger SV, que na altura atuava na Bundesliga 2